# Stoppelsberg (Sinntal)
Der Stoppelsberg ist nach Haag und Völzberger Köpfchen der dritthöchste Berg im Main-Kinzig-Kreis. Er erhebt sich auf dem Gebiet der Gemeinde Sinntal zwischen den Ortsteilen Weichersbach und Oberzell. Der Stoppelsberg bildet einen Höhenzug mit drei Erhebungen 554,4 m ü. NHN, 558,6 m ü. NHN und 570,7 m ü. NHN. Westlich des Hauptgipfels fällt das Gelände auf einer horizontalen Distanz von 600 m sehr steil um 270 Höhenmeter ab.  
Die Lage des Berges im Übergangsbereich von der Rhön zum Spessart macht eine Zuordnung schwierig und führt immer wieder zu widersprüchlichen Angaben. So zählt der Stoppelsberg zum Naturpark Spessart.
Gleichzeitig wird er aber auch zum Naturraum Brückenauer Kuppenrhön gerechnet. Tatsächlich entsprechen das kuppige Relief und der den Stoppelsberg bildende Basalt der Rhön, wohingegen im Spessart flachere Oberflächenformen und Buntsandstein vorherrschend sind. 
Auf dem Stoppelsberg wächst dichter Laubwald. Zusammen mit den östlich liegenden Bergen Stiftes (567,7 m ü. NHN) und Haag (584,6 m ü. NHN) ist der Stoppelsberg als 440,2 Hektar großes Fauna-Flora-Habitat und Naturschutzgebiet ausgewiesen.

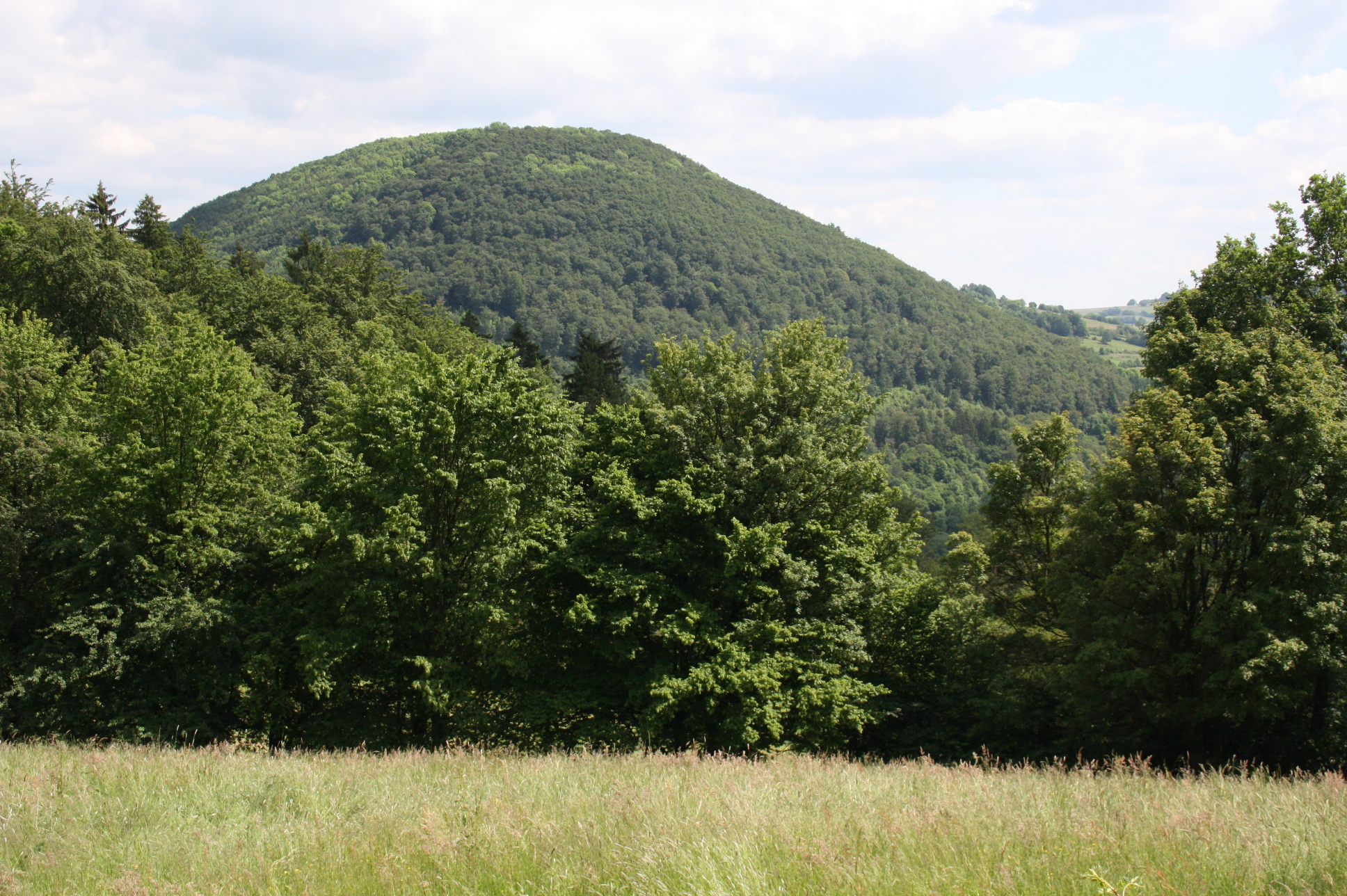
Blick von den Rommersbrunner Wiesen nach Südosten zum Stoppelsberg